# Novellucci

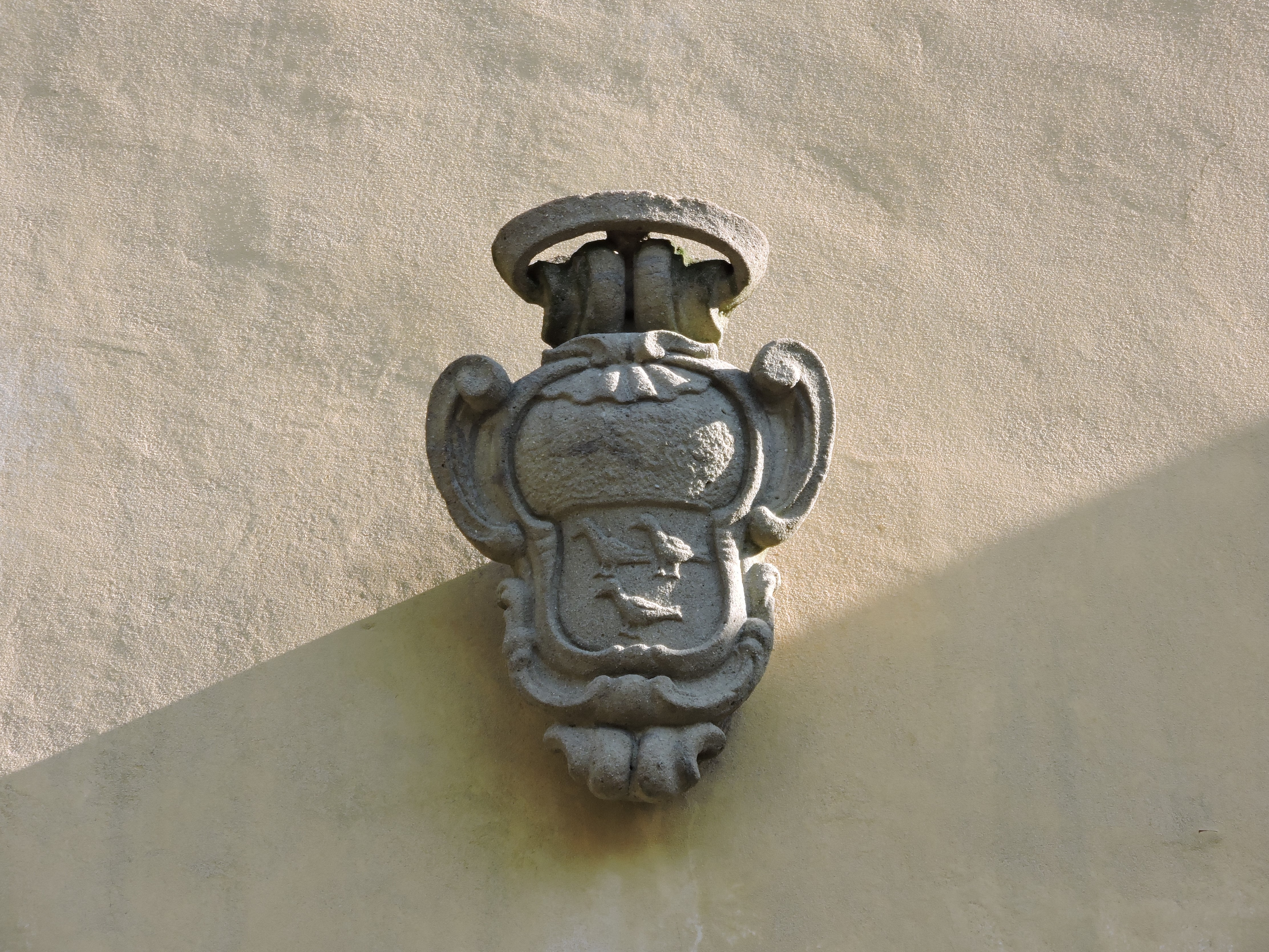
Stemma Novellucci sulla villa di Gricigliana

I Novellucci furono una casata nobiliare pratese.

## Storia
I membri di questa famiglia coprirono le prime cariche pubbliche nella città di Prato a partire dal XVI secolo, ma solo dal 1750 vennero ammessi al patriziato fiorentino ed alla nobiltà pratese.
I Novellucci ebbero il patronato di vari benefici ecclesiastici fra i quali quelli sulla Chiesa di San Bartolomeo a Coiano, sulla Chiesa di San Martino a Paperino, sulla cappella dei SS. Jacopo e Margherita in Duomo, sul Canonicato dei Cicognini e sulla Chiesa di Santa Lucia in Monte. Possedettero inoltre numerosi beni nella città di Prato e nelle frazioni di Gricigliana, Galceti, Poggiolino, Luicciana e Pieve di Iolo.
La casata si estinse nel XIX secolo con Giuditta, moglie di Silvio Banci Buonamici.

## Residenze storiche
- Palazzo Novellucci, nel centro storico di Prato
- Villa Novellucci, nella frazione di Gricigliana, nel comune di Cantagallo
- Villa Novellucci, nella frazione di Gonfienti, nel comune di Prato